# Klaus Groh (Gewichtheber)
Klaus Groh (* 30. August 1954 in Pirmasens) ist ein ehemaliger deutscher Gewichtheber.

## Werdegang
Klaus Groh, aus Pirmasens stammend, begann beim AC Rodalben als Jugendlicher mit dem Gewichtheben. Für diesen Verein startete er 1971 erstmals bei der deutschen Meisterschaft der Jugend A und belegte im Leichtgewicht im olympischen Dreikampf mit 247,5 kg (75-77,5-95) den 4. Platz. Bereits ein Jahr später wurde er, für den ASV Pirmasens startend, deutscher Jugendmeister (A-Jugend) und steigerte sich dabei im Leichtgewicht auf 325 kg (105-95-125).
Nach einem schwächeren Jahr 1973, hier scheiterte er bei den deutschen Juniorenmeisterschaften dreimal im Reißen mit 110 kg und blieb deshalb unplatziert, ging sein Aufstieg 1974 in raschem Tempo weiter. Er wurde in diesem Jahr deutscher Juniorenmeister im Mittelgewicht mit 285 kg und wenig später auch schon deutscher Meister bei den Senioren mit 305 kg (135-170). Er wurde daraufhin im gleichen Jahr auch schon bei der Weltmeisterschaft der Senioren in Manila eingesetzt und erreichte dort im Mittelgewicht mit 297,5 kg (132,5-165) den 8. Platz.
1975 wurde Klaus Groh erneut deutscher Meister im Mittelgewicht mit 307,5 kg (135-172,5) im Zweikampf vor Norbert Bergmann aus Oberhausen, der 302,5 kg (120-172,5) erreichte. Bei der Welt- und Europameisterschaft 1975 in Moskau erzielte er dann im Mittelgewicht das beste Ergebnis seiner Karriere. Er belegte im Mittelgewicht mit 315 kg (140-175) einen hervorragenden 5. Platz.
Im Jahre 1976 siegte er zum dritten Mal bei der deutschen Senioren-Meisterschaft im Mittelgewicht. Seine Leistung betrug dabei 317,5 kg (142,5-175), mit denen er klar vor Karl Rimböck, Donaueschingen, 287,5 kg blieb. Bei der Europameisterschaft 1976 in Berlin (Ost) erreichte er im Zweikampf 310 kg (140-170) und kam mit dieser Leistung auf den 8. Platz. Er kam auch bei den Olympischen Spielen 1976 in Montreal zum Einsatz. Er schaffte dort im Mittelgewicht 307,5 kg (137,5-170) und nahm damit den 10. Platz ein.
Bei den deutschen Meisterschaften 1977 erzielte Klaus Groh, erstmals im Leichtschwergewicht startend, 325 kg (147,5-177,5) und platzierte sich damit vor Hans Schmidt aus Donaueschingen, 312,5 kg und Horst Appel aus Kassel, 307,5 kg auf dem 1. Platz. Bei der Welt- u. Europameisterschaft 1977 in Stuttgart kam er auf 320 kg (145-175) und belegte damit in der vollständig versammelten Weltelite einen hervorragenden 6. Platz.
1978 musste sich Klaus Groh bei der deutschen Meisterschaft Norbert Bergmann beugen. Wieder im Mittelgewicht startend, erzielte er 315 kg (142,5-172,5), während Norbert Bergmann auf 317,5 kg (135-182,5) kam. Bei der Europameisterschaft in Havířov erzielte er 305 kg (137,5-167,5), womit er den 8. Platz belegte. Auch bei der Weltmeisterschaft in Gettysburg hob er im Zweikampf 305 kg (137,5-167,5), die dort im Mittelgewicht zum 10. Platz reichten.
1979 wurde Klaus Groh zum fünften Mal deutscher Meister bei den Senioren. Er schaffte dabei im Leichtschwergewicht mit 337,5 kg (150-187,5) eine persönliche Bestleistung, mit der er vor Norbert Bergmann, 335 kg (145-190) und Horst Appel, 330 kg (140-190) blieb. Seine Leistung bei der Europameisterschaft in Warna betrug einige Wochen später 330 kg (145-185), mit denen er den 6. Platz belegte. Bei der deutschen Meisterschaft 1980 in Coburg kam Klaus Groh im Leichtschwergewicht auf 335 kg (155-180). Er musste mit dieser Leistung hinter Horst Appel, 345 kg (150-195) und Norbert Bergmann, 337,5 kg (147,5-190) mit dem 3. Platz zufrieden sein. Ob er damit bei den Olympischen Spielen 1980 in Moskau zum Einsatz gekommen wäre, ist fraglich. Allerdings kam dieser Start sowieso nicht zustande, weil das Nationale Olympische Komitee der BRD auf Anraten der Bundesregierung diese Spiele aus politischen Gründen boykottierte.
Nachdem er 1981 verletzungsbedingt pausierte, wurde Klaus Groh 1982 hinter Norbert Bergmann, 335 kg (145-190) deutscher Vizemeister im Leichtschwergewicht mit 315 kg (145-170). Danach beendete er seine Laufbahn als Gewichtheber. 1984  nahm er seinen Abschied, als Oberfeldwebel, bei der Bundeswehr und übernahm, nach einer zwischenzeitlichen Tätigkeit als Immobilienmakler, 1993 ein Fitnessstudio.

## Internationale Erfolge
| Jahr | Platz | Wettbewerb                    | Gewichtsklasse | |
| 1974 | 3.    | EG-Pokalturnier in Udine      | Mittel         | mit 275 kg (125-150), hinter Anselmo Silvino, Italien, 292,5 kg u. R. Chavigny, Frankreich, 282,5 kg                            |
| 1974 | 3.    | Pannonia-Turnier in Budapest  | Mittel         | mit 295 kg (130-165), hinter Antal Stark, Ungarn, 325 kg u. Tolew, Bulgarien, 310 kg                                            |
| 1974 | 8.    | WM in Manila                  | Mittel         | mit 297,5 kg (132,5-165); Sieger: Nedeltscho Kolew, Bulgarien, 335 kg (150-185), vor R. Russew, Bulgarien, 332,5 kg (152,5-180) |
| 1975 | 2.    | EG-Pokalturnier in Maastricht | Mittel         | mit 287,5 kg (125-162,5), hinter Anselmo Silvino, 310 kg (140-170)                                                              |
| 1975 | 2.    | Pannonia-Turnier in Budapest  | Mittel         | mit 305 kg (140-165), hinter Antal Stark, 320 kg                                                                                |
| 1975 | 5.    | WM + EM (5.) in Moskau        | Mittel         | mit 315 kg (140-175); Sieger: Peter Wenzel, DDR, 335 kg (145-190) vor Jordan Mitkow, Bulgarien, 332,5 kg (150-182,5)            |
| 1976 | 4.    | Donau-Cup in Galați           | Mittel         | mit 290 kg (130-160); Sieger: Dragomir Cioroslan, Rumänien, 315 kg                                                              |
| 1976 | 8.    | EM in Ost-Berlin              | Mittel         | mit 310 kg (140-170); Sieger: Wartan Militosjan, UdSSR, 340 kg (150-190) vor Peter Wenzel, 335 kg (150-185)                     |
| 1976 | 10.   | OS in Montreal                | Mittel         | mit 307,5 kg (137,5-170); Sieger: Jordan Mitkow, 335 kg (145-190) vor Wartan Militosjan, 330 kg (145-185)                       |
| 1976 | 2.    | Militär-WM in Bagdad          | Mittel         | mit 295 kg, hinter Ashrefi, Iran, 295 kg                                                                                        |
| 1977 | 1.    | EG-Pokalturnier in Dunstable  | Leichtschwer   | mit 322,5 kg (147,5-175), vor Horst Appel, BRD, 310 kg                                                                          |
| 1977 | 6.    | WM + EM (6.) in Stuttgart     | Leichtschwer   | mit 320 kg (145-175); Sieger: Gennadi Bessonow, UdSSR, 352,5 kg (157,5-195) vor Péter Baczakó, Ungarn, 345 kg (152,5-192,5)     |
| 1978 | 8.    | EM in Havířov                 | Mittel         | mit 305 kg (137,5-167,5); Sieger: Wartan Militosjan, 342,5 kg (147,5-195) vor Zamari Todorow, Bulgarien, 330 kg (145-185)       |
| 1978 | 10.   | WM in Gettysburg              | Mittel         | mit 305 kg (137,5-167,5); Sieger: Roberto Urrutia, Kuba, 347,5 kg (155-192,5) vor Wartan Militosjan, 337,5 kg (147,5-190)       |
| 1979 | 2.    | EG-Pokalturnier in Kassel     | Leichtschwer   | mit 330 kg (150-180), hinter Horst Appel, 332,5 kg (145-187,5)                                                                  |
| 1979 | 6.    | EM in Warna                   | Leichtschwer   | mit 330 kg (145-185); Sieger: Blagoj Blagojew, Bulgarien, 380 kg (172,5-207,5) vor R. Rabczewski, Polen, 352,5 kg (155-197,5)   |
| 1980 | 1.    | EG-Pokalturnier in Udine      | Leichtschwer   | mit 325 kg (145-180), vor Johansen, Dänemark, 307,5 kg u. Hans Schmidt, BRD, 305 kg                                             |
| 1980 | 4.    | Donau-Pokalturnier in Trencin | Leichtschwer   | mit 317,5 kg (140-177,5); Sieger: Bajraktarow, Bulgarien, 330 kg                                                                |

## Deutsche Meisterschaften
| Jahr | Platz | Altersgruppe | Gewichtsklasse | Ergebnis |
| 1971 | 4.    | Jugend A     | Leicht         | mit 247,5 kg (75-77,5-95)                                                                                         |
| 1972 | 1.    | Jugend A     | Leicht         | mit 325 kg (105-95-125)                                                                                           |
| 1973 | unpl. | Junioren     | Mittel         | nach 3 Fehlversuchen im Reißen mit 110 kg                                                                         |
| 1974 | 1.    | Junioren     | Mittel         | mit 285 kg (125-160) vor Norbert Bergmann, Oberhausen, 270 kg (120-150)                                           |
| 1974 | 1.    | Senioren     | Mittel         | mit 305 kg (135-170), vor Jürgen Wegel, Frankfurt, 282,5 kg u. Karl Rimböck, Donaueschingen, 280 kg               |
| 1975 | 1.    | Senioren     | Mittel         | mit 307,5 kg (135-172,5), vor Norbert Bergmann, 302,5 kg (130-172,5)                                              |
| 1976 | 1.    | Senioren     | Mittel         | mit 317,5 kg (142,5-175), vor Karl Rimböck, 287,5 kg                                                              |
| 1977 | 1.    | Senioren     | Leichtschwer   | mit 325 kg (147,5-177,5), vor Hans Schmidt, Donaueschingen, 312,5 kg (150-162,5) u. Horst Appel, Kassel, 307,5 kg |
| 1978 | 2.    | Senioren     | Mittel         | hinter Norbert Bergmann, 317,5 kg (135-182,5)                                                                     |
| 1979 | 1.    | Senioren     | Leichtschwer   | mit 337,5 kg (150-187,5), vor Norbert Bergmann, 335 kg (145-190) und Horst Appel, 330 kg (140-190)                |
| 1980 | 3.    | Senioren     | Leichtschwer   | mit 335 kg (155-180), hinter Horst Appel, 345 kg (150-195) u. Norbert Bergmann, 337,5 kg (147,5-190)              |
| 1982 | 2.    | Senioren     | Leichtschwer   | mit 315 kg (145-170), hinter Norbert Bergmann, 335 kg (145-190)                                                   |

## Erläuterungen
- Wettkämpfe bis 1972 im olympischen Dreikampf (Drücken, Reißen, Stoßen), seit 1973 im Zweikampf (Reißen, Stoßen),
- OS = Olympische Spiele, WM = Weltmeisterschaften, EM = Europameisterschaften,
- Leichtgewicht, damals bis 67,5 kg, Mittelgewicht bis 75 kg u. Leichtschwergewicht bis 82,5 kg Körpergewicht